# المسيحية في كازاخستان

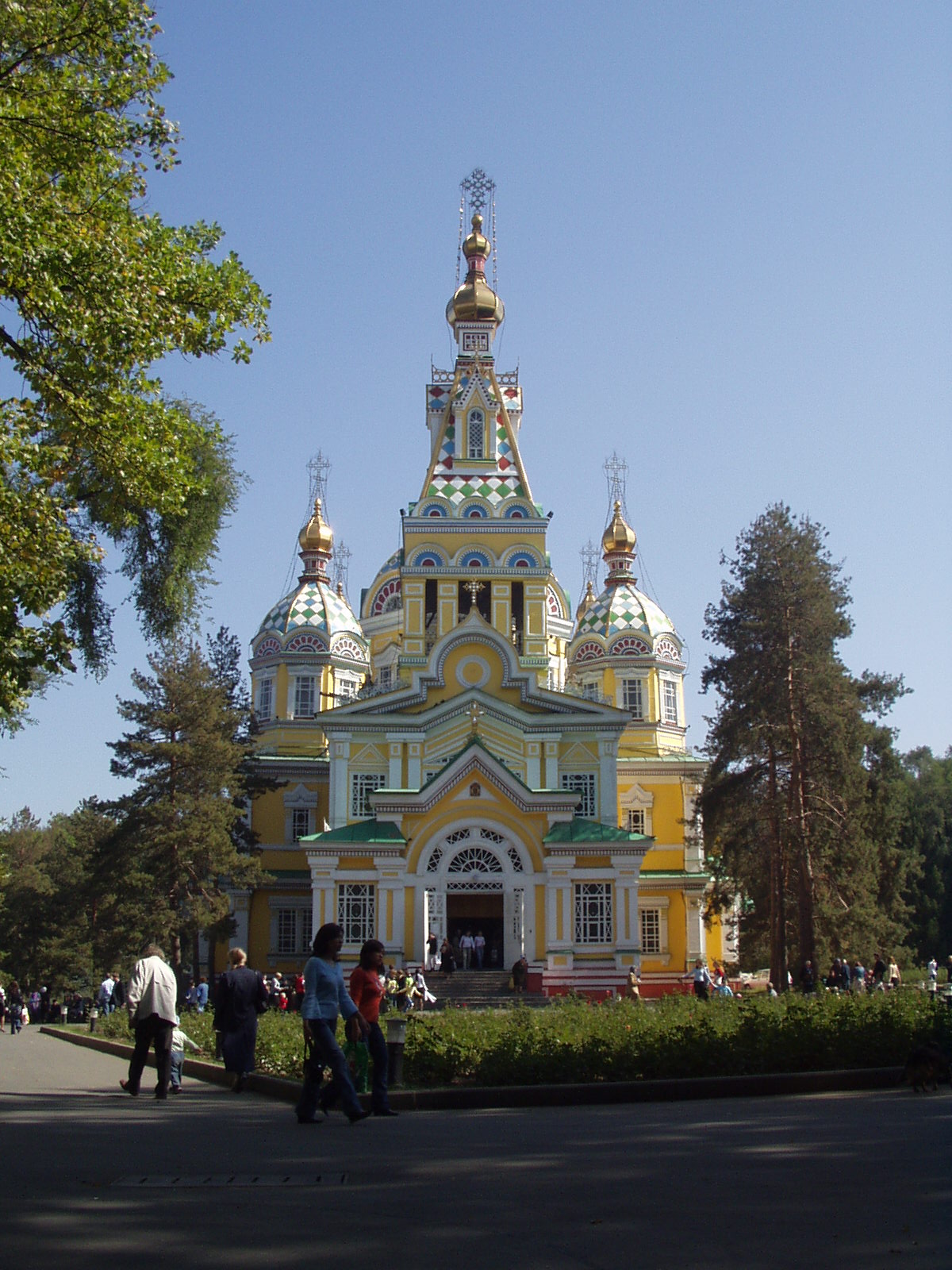
كاتدرائية الصعود في ألماتي.

تُشكل المسيحية في كازاخستان ثاني أكثر الديانات إنتشاراً بين السكان بعد الإسلام، وبحسب التعداد السكاني عام عام 2009 يعتنق 26.3% من المواطنين في كازاخستان المسيحية دينًا أي حوالي 4.2 مليون. يُذكر أنّ المجتمع المسيحي في كازخستان يعتبر واحدة من أكبر التجمعات المسيحية في العالم الإسلامي. الغالبيَّة العظمى من المواطنين المسيحيين هم من العرقية الروسيّة، فضلًا عن الأوكرانيَّة والبيلاروسيَّة، وينتمون بشكل أساسي إلى الكنيسة الروسية الأرثوذكسية. تضم البلاد حوالي 265 كنيسة أرثوذكسية مسجلة، وثلاثة وتسعين كنيسة كاثوليكية، وحوالي 543 كنيسة بروتستانتية وكنيسة منزليَّة. ويعد عيد الميلاد حسب التقويم اليولياني الشرقي عطلة رسمية في كازاخستان.
تعود جذور المسيحيَّة في البلاد إلى القرن السادس قبل ظهور الإسلام، حيث ضمت البلاد مجتمعات مسيحية شرقية لا بأس بها، بما في ذلك النساطرة والسريان الأرثوذكس وكان أتباع كنيسة المشرق من المتعلمين الذين اتقنوا السريانية. قبل حملات وغزو جنكيز خان في القرن الثالث عشر ضمت المنطقة الكازاخستانية أقلية من النساطرة، ونفذت النسطوريَّة بين قبيلة نايمان، وعشيَّة غزو المنطقة من قبل جنكيز خان كانت قبيلة نايمان من أتباع كنيسة المشرق النسطورية. وبدأت كنيسة المشرق بالوهن في البلاد بعد القرن الثالث عشر تحت ضغط الصراعات بين المنغول والصليبيين والمسلمين وأدت سلسلة اضطهادات شنها قادة الترك والمغول الداخلين حديثا إلى الإسلام إلى انهيار المجتمعات المسيحية في آسيا الوسطى. أُعيد إحياء المسيحية في البلاد خلال القرن التاسع عشر وذلك بعد الغزو الروسي في عام 1867، عندما تم بناء الكنائس الأرثوذكسية الروسية المختلفة في المدن الكبيرة. اليوم فإنَّ معظم المسيحيين في البلاد هم من الجماعات العرقية السلافية والجرمانية.

## تاريخ

### العصور الوسطى

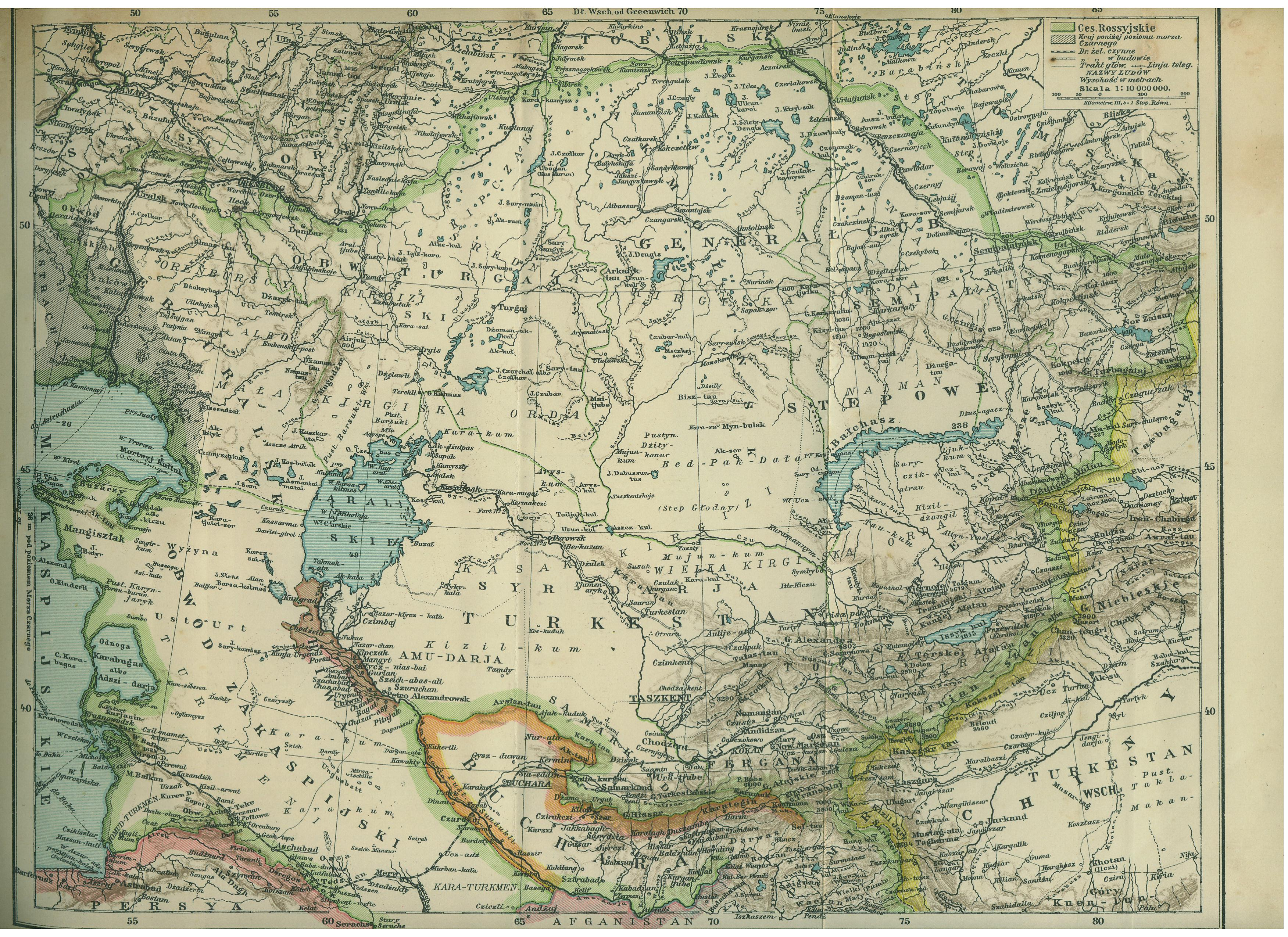
خارطة توضح مساكن قبيلة نايمان.

قبل ظهور الإسلام، كان في كازاخستان مجتمعات مسيحية شرقية لا بأس بها، بما في ذلك النساطرة والسريان الأرثوذكس وكان أتباع كنيسة المشرق من المتعلمين الذين اتقنوا السريانية. وقد نزحوا إليها هربًا من بلاد الروم نتيجةً لِمُطاردة الإمبراطوريَّة البيزنطيَّة لِلنساطرة المُنشقين على الكنيسة، فانطلق أولئك المُضطهدون يلتمسون مجالًا لِنشاطهم في الشرق الأقصى، فمهَّدت كراهيَّتهم لِلروم البيزنطيين لِكسب عطف الفُرس الساسانيين عليهم، وقد اتَّخذت المسيحيَّة مركزًا في سمرقند حيثُ أنشأت لها أُسقُفيَّة فيما بين سنتيّ 411 و415م. كما انتشرت منذ ذلك الحين العديد من النقوش السريانية وخاصة في بلاد ما وراء النهر في طلاس بكازخستان حاليًا وبنجكنت بطاجكستان. ويبدو من الأخطاء اللغوية في بعض تلك الكتابات أن كاتبها كان على الأغلب من المتحدثين بالصوغدية.
عمل البطريرك النسطوري طيموثاوس الأول على تهيئة المرسلين إلى آسيا وذلك بتدريسهم كل من الفلسفة واللاهوت بالإضافة إلى ثقافات ولغات الشعوب الأخرى. كما دعى عدة كنائس أخرى لمشاركة نشاطه ويظهر ذلك في رسالته إلى دير مارون يخبرهم فيها بحاجته إلى مبشرين بين الترك بعد موافقة ملكهم على نشاطهم. حققت سياسته نجاحا كبيرًا ويظهر ذلك من خلال قيامه بتأسيس عدة مطرانيات وأبرشيات في الهند والتيبت والصين واليمن وحول بحر قزوين. قام البطريرك صليبا بطريرك كنيسة المشرق (714-728) بتنظيم الوجود المسيحي في وسط وشرق آسيا بأن أسس مطرانيات في هرات وسمرقند والصين. وقام بعض الرهبان النساطرة بالسفر إلى أواسط آسيا والصين لنشر المسيحية فيها بسبب القيود التي فرضت على نشر المسيحية بين المسلمين في المشرق، فازدهرت كنيسة المشرق في تلك البقاع واعتنقت أعداد كبيرة من الفرس والترك والمغول الديانة المسيحية، وأصبحت كنيسة المشرق إحدى أكثر الفروع المسيحية انتشارًا، ووصلت أوج قوتها بين القرنين السادس والرابع عشر حيث كانت حينئذ أكبر كنيسة انتشاراً جغرافياً ممتدة من مصر إلى البحر الأصفر.
أما بحلول القرن التاسع وصلت المسيحية إلى جنوب بحيرة بالخاش بين الصين وكازخستان. ساعدت الاضطهادات التي واجهتها كنيسة المشرق في العراق بالقرن الحادي عشر على توسعها التدريجي شرقًا، ويلاحظ أنه بجانب السريان المشارقة كان هناك تواجد أقل لكل من السريان المغاربة ومجموعات يهودية وزرادشتية في آسيا الوسطى. أما بحلول القرن التاسع وصلت المسيحية إلى جنوب بحيرة بالخاش بين الصين وكازاخستان. شهد القرن الحادي عشر تحول قبائل منغولية أخرى إلى المسيحية كالنيمانيين والقيتان الذين انتقلوا غربًا وأسسوا إمارة القرا خيتاي التي أصبحت المسيحية إحدى دياناتها الرسمية. وكانت هناك مطرانيتين رئيسيتين لكنيسة المشرق في بلاد ما وراء النهر وتركستان بألمالق وكشغار أسسها البطريرك إيليا الثالث (1176-1190) وأخرى بين القارلوق في بيشبك.
قبل حملات وغزو جنكيز خان في القرن الثالث عشر ضمت المنطقة الكازاخستانية أقلية من النساطرة، ونفذت النسطوريَّة بين قبيلة نايمان، وعشيَّة غزو المنطقة من قبل جنكيز خان كانت قبيلة نايمان من أتباع كنيسة المشرق النسطورية. وبسبب تحالفهم مع جنكيز خان خلال معاركه مع النيمانيين (الذين اعتنقوا المسيحية كذلك) تمكنوا من الوصول لمراكز قيادية مرموقة وتأسيس مملكة في منغوليا الداخلية. ورسخ أحد ملوكهم هذا التحالف بأن تزوج بإحدى حفيدات قوبلاي خان، حيث ظلت قبيلة نايمان على الدين المسيحي بعد الغزو المغولي وخلال حقبة قوبلاي خان. لم تكن هذه التحالفات ضمانة للمسيحيين في آسيا الوسطى، فحين اجتاح المغول الدولة الخوارزمية عام 1220 قاموا بقتل جل مسيحيي المدن الكبرى كسمرقند وبخارى ومرو بدون تمييز. وهو الأمر الذي جعل الأوربيون يترددون في الدخول في حلف معهم. وكانت مجازر تيمورلنك الحدت الذي أنهى كنيسة المشرق كمجموعة دينية مؤثرة في المنطقة. وصل أول بولندي إلى الأراضي التي تشكل اليوم كازاخستان بينيديكت من بولندا، والذي أُرسل كجزء من وفد البابا إنوسنت الرابع إلى جيوك خان ثالث خاقانات الإمبراطورية المغولية.

### العصور الحديثة

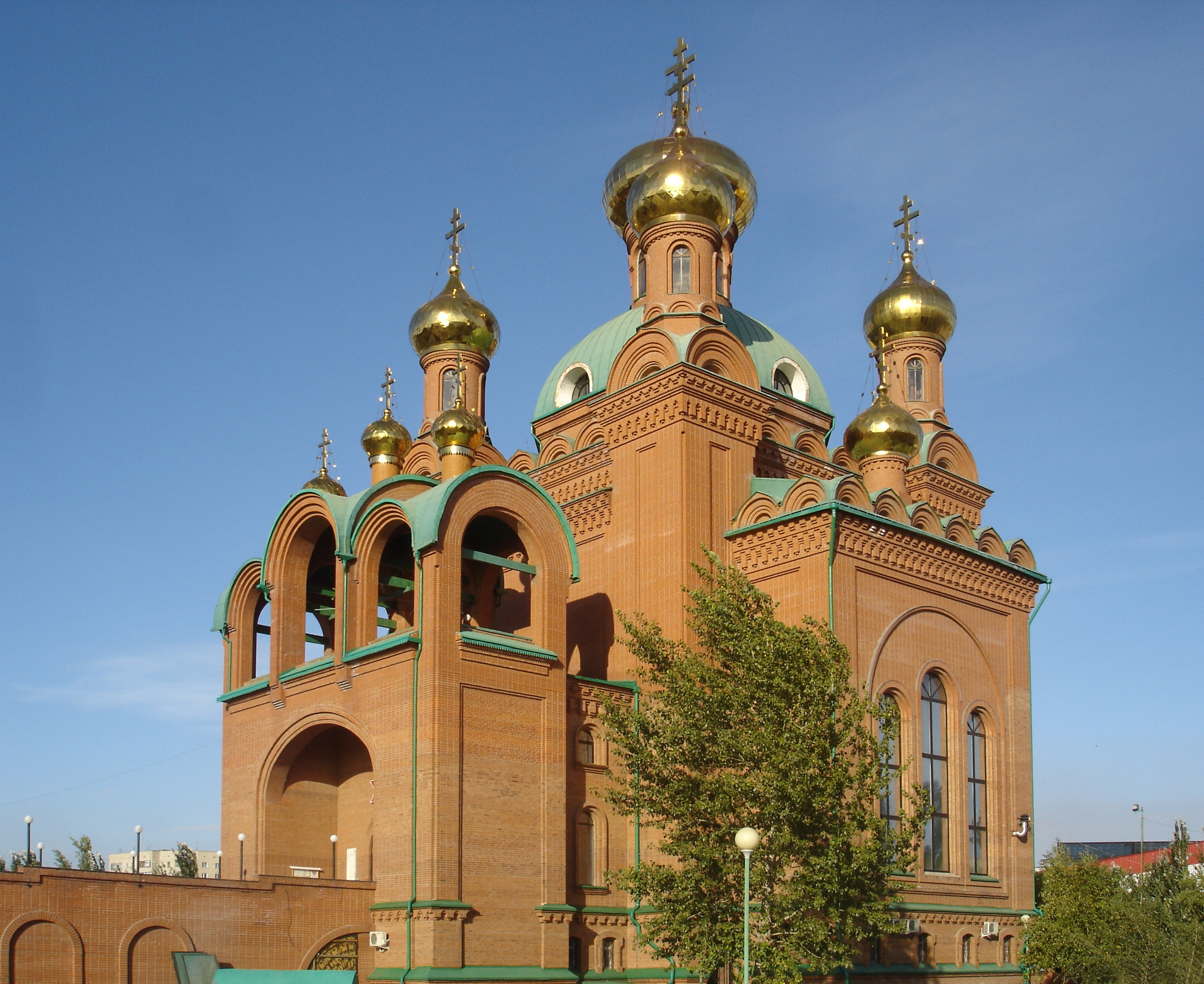
كاتدرائية البشارة في مدينة بافلودار.

في القرن السادس عشر بدأ أوائل التجار والجنود الروس في الوصول إلى الحافة الشمالية الغربية من الأراضي الكازاخستانية الحديثة، عندما أسس القوزاق الأرثوذكس الحصون والتي أصبحت فيما بعد مدينة أورال وأتيراو. استوطن القوزاق الأرثوذكس في الأورال وفي سيبيريا وفي وقت لاحق أورينبورغ وفي أجزاء من شمال كازاخستان. في عقد 1710 وعقد 1720 قدم القوزاق من سيبيريا وقاموا بتأسيس مدينة أوسكمان وسيماي وبافلودار كما وبنوا الحصون الحدودية ومراكز التداول. وبدءًا من نهاية القرن الثامن عشر، جاءت عدة موجات من المستوطنين الأوكرانيين الأرثوذكس الطوعيين وغير الطوعيين إلى كازاخستان. وكان الأوكرانيون الأوائل الذين وصلوا إلى المنفى همداكس، وأفراد من الفصائل الأوكرانية شبه العسكرية والفرقة القوزاقية، الذين أرسلتهم الحكومة الروسية إلى كازاخستان بعد انتفاضتهم الفاشلة في عام 1768.
في القرن التاسع عشر، بدأت الإمبراطورية الروسية بالتوسع وتنتشر في آسيا الوسطى، وفي عام 1813 غزت الإمبراطورية الروسية البلاد. تلاه قدوم موجات من المستوطنين الروس والأوكرانيين، وعادت المسيحية إلى المنطقة وتم بناء الكنائس المختلفة في المدن الكبيرة، لخدمة المستوطنين الروس والأوروبيين والضباط الأجانب. وبين عامي 1897 وعام 1917، ارتفعت نسبة سكان كازاخستان من ذوي الأصول الأوكرانية من 1.9% إلى 10.5%. وبين عام 1906 وعام 1920 قدم حوالي نصف مليون روسي إلى البلاد. أدَّى قدوم المهاجرين الروس والأوكرانيين إلى انتشار المسيحية في المنطقة ذات الأغلبية المسلمة، وبدأ أسقف الكنيسة الأرثوذكسية الروسية الأول الإقامة في فيرني عام 1871 وفي طشقند في عام 1916.
أُعلنت كازاخستان كجمهورية سوفييتية في 1917. جرت محاولات لتوطين السكان الرحل الذين سكنوا تاريخيا المنطقة، مما أدى إلى تعرضهم لمجاعة خلال سنوات 1931-1933. على امتداد تاريخ الاتحاد السوفيتي أي بين الأعوام (1922-1991)، قمعت السلطات السوفياتية واضطهدت مختلف أشكال الأديان المختلفة والمسيحية بدرجات مختلفة تبعًا لحقبة محددة. إن السياسة السوفياتية المعتمدة على الأيديولوجية الماركسية اللينينة، جعلت الإلحاد المذهب الرسمي للإتحاد السوفيتي، وقد دعت الماركسية اللينينية باستمرار السيطرة والقمع، والقضاء على المعتقدات الدينية.
وكانت الدولة ملتزمة بهدم الدين، ودمرت الكنائس والمساجد والمعابد، سَخِرت من القيادات الدينينة وعرضتهم للمضايقات ونفذت بهم أحكام الإعدام، وأغرقت المدارس ووسائل الإعلام بتعاليم الإلحاد، وبشكل عام روجت للإلحاد على أنه الحقيقة التي يجب على المجتمع تقبلها.

### الأوضاع الحالية

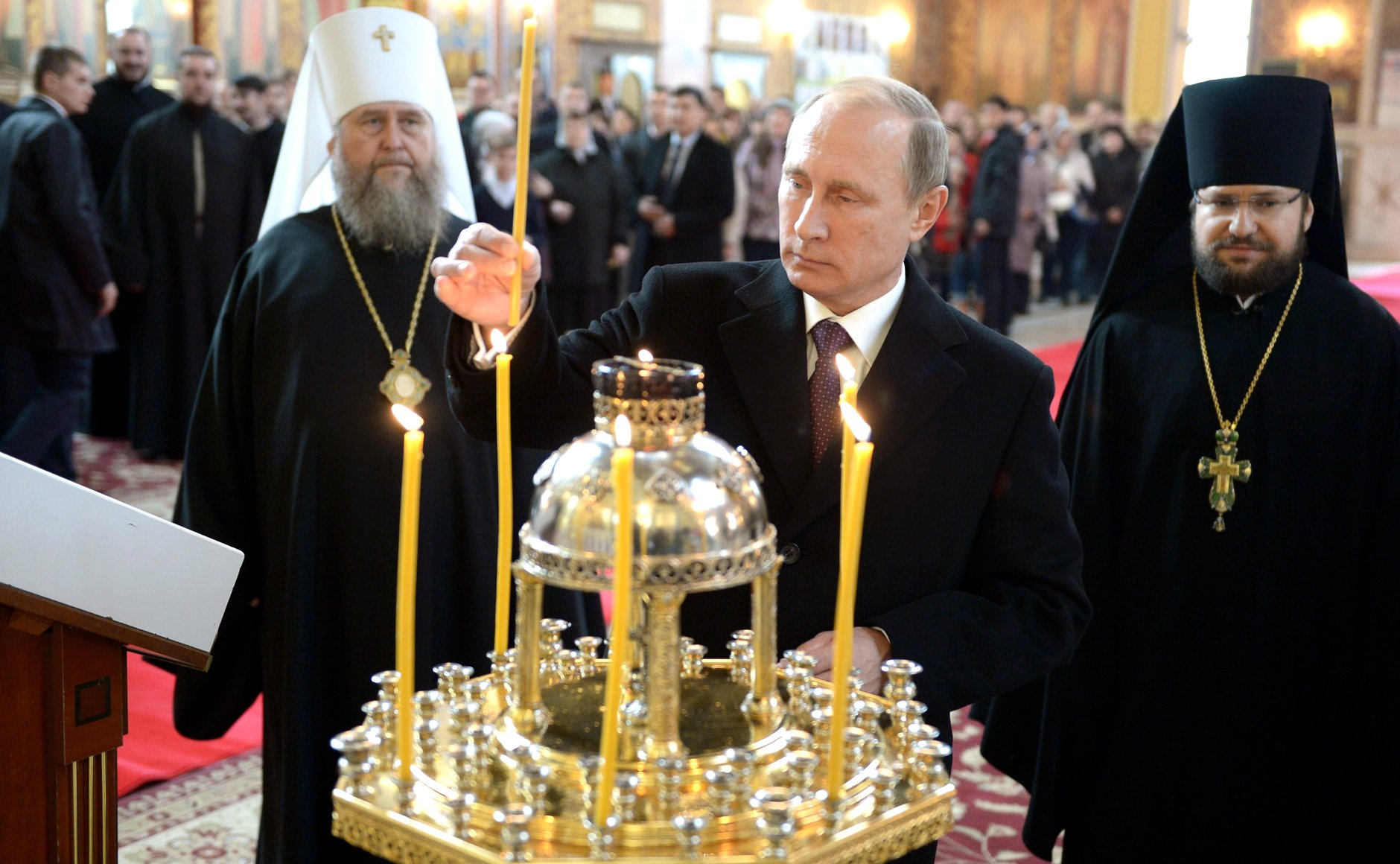
زيارة الرئيس الروسي فلاديمير بوتين إلى كاتدرائية أستانة عام 2015.

بعد سقوط الاتحاد السوفيتي واستقلال كازاخستان؛ تم إلغاء التشريع المناهض للأديان ونص الدستور على ضمان حرية الدين، والفصل بين الكنيسة والدولة، والحقوق الفردية لخصوصية العقيدة والدين؛ الأ ان الحكومة تضيق على السكان المتحولين للمسيحيَّة على سبيل المثال في 25 تموز من عام 2013، ذكرت تقرير عن بختشان كاشكومبايف البالغ من العمر 67 سنة آنذاك، وهو قس سجين اعتقل في مايو، والذي قام بالإضراب عن الطعام وسط تقارير تفيد بأن السلطات تعتزم نقله إلى مرفق للأمراض النفسيَّة لإجراء فحص إلزامي للصحة العقلية. وقال القس إن الفحص هدف إلى تأمينه في مستشفى للأمراض النفسية، كما أن القضية الجنائية ضده «لا تذهب إلى أي مكان»، وبالتالي جاءت فكرة إرساله للتقييم النفسي. كان كاشكومبايف، وهو من أصل اثني كازاخستاني ومسيحي الديانة، وراعي في كنيسة بلاغودات المعمدانية في أستانة منذ عام 1995 قد اتهم بممارسة «تأثير نفسي» على ألمينوفا وهي عضوة في الكنيسة. أنكر كل من كاشكومبايف وألمينوفا البالغة من العمر 34 عامًا آنذاك التهم الموجهة وأصرت ألمينوفا على أنها «غير صحيحة» وأن القس «لم يفعل شيئًا» لإضرار صحتها. وفي 9 أكتوبر من عام 2015، بدأت محكمة في أستانة النظر في القضية ضد يكيلاس قبدوقاسوف البالغ من العمر 54 عامًا والمتهم بالتحريض على الكراهية الدينية. كبدوقاسوف هو مسلم تحول للمذهب البروتستانتي وعضو نشط في الكنيسة السبتية. سمح قاضي المحكمة الجزئية للصحفيين بتصوير ثلاث دقائق فقط من بداية المحاكمة ومن ثم حظروا أي أجهزة تسجيل في قاعة المحكمة. وشهد العديد من الشهود في القضية أن قبدوقاسوف أعرب عن أفكار خلال جلسات حول دراسة الكتاب المقدس والتي بدا على أنها إهانة للمسلمين والنبي محمد. وقال قبدوقاسوف، الذي اعتقل في منتصف أغسطس بأنه غير مذنب. بحسب تقرير شهدت البلاد منذ عام 1997 هجرة أعداد من المسيحيين من ذوي الأصول الروسيَّة والألمانيّة إلى الخارج والتي أثرت سلباً بشكل كبير على المجتمع المسيحي المحلي، ومع سقوط النظام الشيوعي في عام 1990 شهدت البلادة زيادة في أعداد المتحولين للمسيحية من العرقية الكازاخية.

## الطوائف المسيحية

### الأرثوذكسية

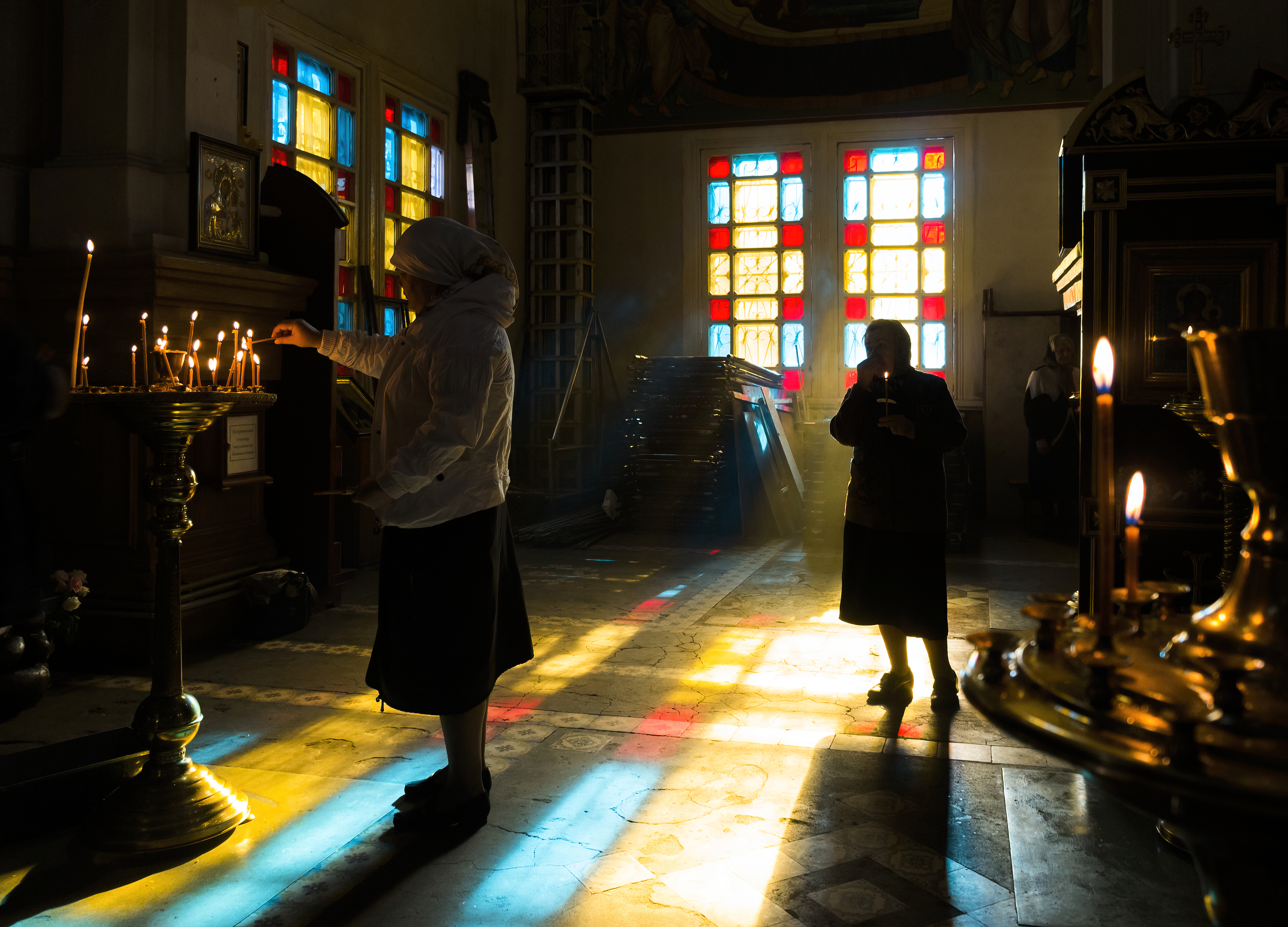
نساء أرثوذكس يؤدون الصلوات في كاتدرائيَّة الصعود في ألماتي.

الكنيسة الروسية الأرثوذكسية هي كبرى المذاهب المسيحيَّة في البلاد، ويعتنقها معظم المواطنين ذوي الأصول الروسيَّة والأوكرانيَّة والبيلاروسيَّة والكوريَّة. ويتبع أرثوذكس البلاد إداريًا الكنيسة الروسية الأرثوذكسية في كازاخستان، وعلى الرغم من كونها كنيسة غير مستقلة أو ذات الحكم وتخضع مباشرًة لسلطة بطريركية موسكو، فقد أعطيت للكنيسة بعض الحكم الذاتي، مع ولاية قضائية على جميع المسيحيين الأرثوذكس في كازاخستان. وتضم البلاد على أقلية أرثوذكسية من المؤمنين القدماء، ومعظم أتباع طائفة المؤمنين القدماء هم من المواطنين ذوي الأصول الروسيَّة. وفقاً لمركز بيو للأبحاث عام 2010 يشكل أتباع الكنائس الأرثوذكسية حوالي 20.2% من سكان البلاد، أي حوالي 3.2 أرثوذكسي.
كما هو الحال في بقية آسيا الوسطى، في العصور القديمة كانت هناك مجتمعات من أتباع كنيسة المشرق في ما هو اليوم كازاخستان، وقد انقرضت هذه المجتمعات في القرن الثالث عشر. في منتصف القرن التاسع عشر أعيد إحياء التقاليد المسيحية الشرقية مع قدوم مستوطنين من الروس. وأسس المجمع المقدس الروسي أبرشية تركستان لرعاية جميع المسيحيين الأرثوذكس في آسيا الوسطى الروسية، ولكن تم تقسيم الأبرشية لاحقًا إلى أبرشيات أصغر. في يونيو من عام 1945 أنشأت الكنيسة الروسية الأرثوذكسية أبرشية ألماتي وسائر كازاخستان لرعاية المسيحيين الأرثوذكس في البلاد. بعد انهيار الاتحاد السوفيتي في عام 1991، أعيد تنظيم الكنيسة الروسية الأرثوذكسية في كازاخستان إلى ثلاثة أبرشيات. وفي عام 2003 تم توحيد هذه الأبرشيات الثلاث كمقاطعة كنسية، وعلى الرغم من أن الكنيسة الأرثوذكسية في كازاخستان ليست مستقلة أو ذاتية الحكم، فإن لديها نظامها الأساسي الذي وافق عليه المجمع المقدس الأرثوذكسي الروسي، وهي مسؤولة عن تنسيق البرامج التعليمية، ونشر العمل، والتوعية الاجتماعية، والجهود التبشيرية للأرثوذكسية في كازاخستان.
وجدت دراسة قامت بها مركز بيو للأبحاث عام 2017 أنَّ حوالي 92% من الأرثوذكس في كازاخستان يؤمنون في الله، وحوالي 15% منهم يعتبرون للدين أهميَّة في حياتهم، وقد وجدت الدراسة التي قامت بها مركز بيو للأبحاث عام 2017 أنَّ حوالي 6% من الأرثوذكس في كازاخستان يُداومون على حضور القداس على الأقل مرة في الأسبوع، في حين أنَّ 15% منهم يُداومون على الصلاة يوميًا. وقد وجدت الدراسة أيضًا أنَّ حوالي 27% من الأرثوذكس في كازاخستان يصوم خلال فترات الصوم. ويقدم حوالي 16% منهم الصدقة أو العُشور ويُداوم 27% منهم على طقس المناولة، ويملك حوالي 85% الأرثوذكس أيقونات مقدسة في منازلهم، وحصل حوالي 91% منهم على سر المعمودية، ويرتدي 76% الرموز المسيحيَّة ويضيء حوالي 82% الشموع في الكنيسة. عمومًا يؤمن 77% من الأرثوذكس في كازاخستان بالجنة، في حين يؤمن 72% منهم بجهنم. ويعتبر حوالي 85% من الأرثوذكس في كازاخستان أنَّ المثلية الجنسية، ويعتبر 80% أن الدعارة عمل غير أخلاقي، ويعتبر حوالي 34% الإجهاض عمل غير أخلاقي، ويعتبر حوالي 55% أن شرب الكحول عمل غير أخلاقي، ويعتبر حوالي 19% الطلاق عمل غير أخلاقي.

### الكاثوليكية

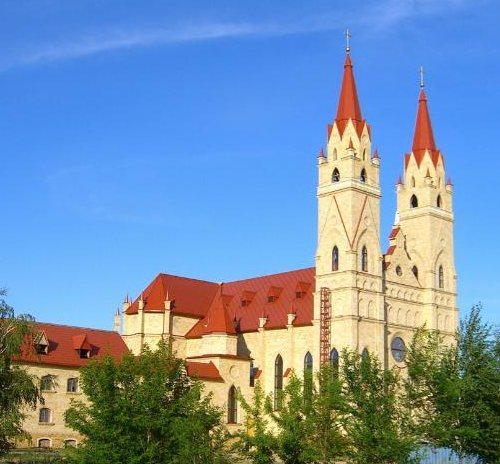
كاتدرائيَّة سيدة فاتيما الكاثوليكيَّة في قراغندي.

الكنيسة الكاثوليكية الكزخستانيَّة هي جزء من الكنيسة الكاثوليكية العالمية في ظل القيادة الروحية للبابا في روما، ويعيش في البلاد حوالي 250,000 كاثوليكي، معظمهم مواطنين من أصول بولنديَّة وألمانيَّة وليتوانيَّة. كما تضم البلاد حوالي 3,000 كاثوليكي يتبع تقاليد الكنائس الكاثوليكية الشرقية خاصًة من أتباع الكنيسة الأوكرانية الكاثوليكية. منذ سقوط النظام الشيوعي في البلاد، أصبح المجتمع الكاثوليكي يعاني من ظاهر الهجرة المسيحية خصوصًا بين المواطنين ذوي الأصول الألمانيَّة. صرح الكاتب الكاثوليكي روس دوثات في عام 2018: «كازاخستان هي النواة الغريبة للكاثوليكية التقليدية».
يعود الوجود المسيحي في البلاد القرن الثاني الميلادي، تم نقل أسرى الحرب من الرومان المسيحيين إلى ما هو الآن كازاخستان بعد هزيمتهم من قبل الفرس الساسانيين. ووجدت أسقفية منذ القرن الرابع، وكان هناك أيضا دير ملكاني في أواخر القرن الرابع وأوائل القرن الخامس. لكن يعود الوجود الكاثوليكي الفعلي في البلاد إلى القرن العشرين حيث أدت السياسة التي اتبعها رئيس الاتحاد السوفياتي جوزيف ستالين إلى زيادة كبيرة في أعداد السكان الكاثوليك في كازاخستان من خلال ترحيل الكاثوليك ورجال الدين لمعسكرات الاعتقال في البلاد. وقرر بعض الكهنة في وقت لاحق المساعدة في بناء الكنيسة في هذا البلد. في أواخر الستينيات من القرن العشرين، تم تسجيل كنيستين كاثوليكيتين، واحدة في ألماتي وواحدة في قوستاناي. ومع سقوط الشيوعية في عام 1991، عاد المجتمع الكاثوليكي تمامًا إلى الضوء. في عام 1991 أنشأ البابا يوحنا بولس الثاني إدارة رسولية تغطي كل دول آسيا الوسطى. وقد أقيمت العلاقات الدبلوماسية بين الكرسي الرسولي وكازاخستان في عام 1994. وفي عام 1997، أصبحت للبلدان الأربع الأخرى في المنطقة قيرغيزستان وطاجيكستان وتركمانستان وأوزبكستان بعثات كاثوليكيَّة مستقلة، وأصبحت الإدارة الرسولية لكازاخستان مستقلة، ومقرها في كاراغاندا. في عام 1999، انقسمت الإدارة الرسولية إلى أربعة؛ تم إنشاء ثلاث إدارات رسولية جديدة، ومقرها في ألماتي، وأستانا، وأتيراو، وأبرشية أنشئت في مدينة قراغندي. أصبح البابا يوحنا بولس الثاني البابا الأول الذي يقوم بزيارة كازاخستان وذلك في عام 2001. وفي عام 2003 رفع يوحنا بولس الثاني رعية أستانة وألماتي إلى رتبة أبرشية.

### البروتستانتية

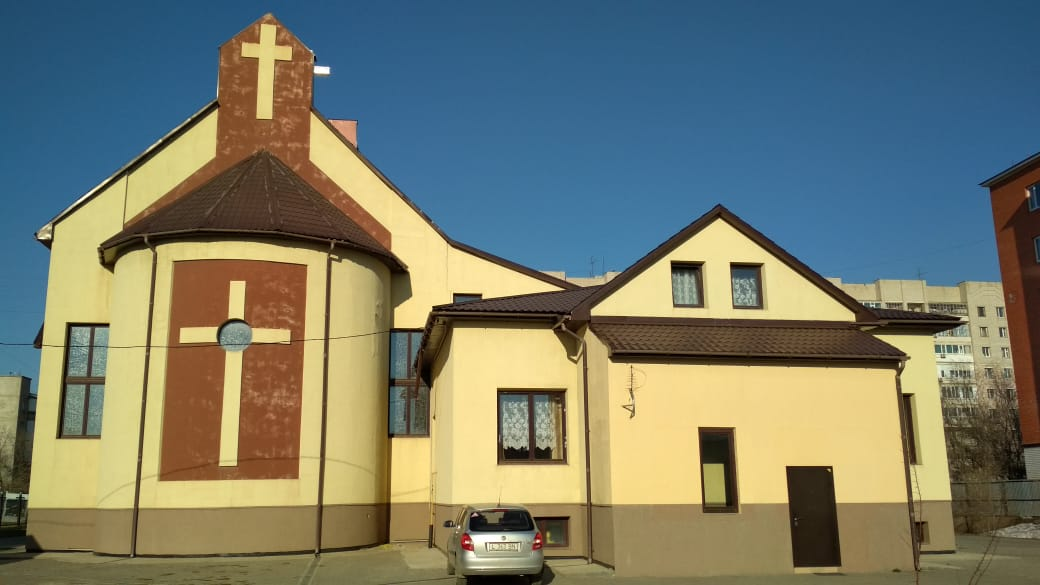
كنيسة في أورال.

نحو 1.5% من السكان هم من العرق الألماني ومعظمهم يتبع الكنيسة الإنجيلية اللوثرية. ويعود التواجد الألماني في البلاد إلى فترة الحرب العالمية الثانية حيث تم ترحيل العديد من ألمان الفولغا إلى جمهورية كازاخستان السوفياتية آنذاك من جمهورية فولغا الألمانية الاشتراكية السوفياتية بعد وقت قصير من الغزو الألماني النازي خلال الحرب العالمية الثانية. وتم سجن أجزاء كبيرة من المجتمع في نظام معسكر العمل السوفيتي.
هناك أيضًا تواجد للكنائس المشيخية، وشهود يهوه، الأدفنتست السبتيين والخمسينية. وهناك تواجد للكنيسة الميثودية، والمينوناتية، والمورمونية. كما تضم البلاد حوالي 93 كنيسة بروتستانتيَّة «غير التقليدية» مسجلة مع الحكومة الكازاخية بين الأعوام 2006 حتى 2007. هناك 83 كنيسة كاثوليكية في كازاخستان. وهناك نوعان من المنظمات المعمدانية في كازاخستان؛ مجلس كنائس المسيحيين الإنجيليين والمعمدانيين، وينضوي تحتها 1,000 عضو والاتحاد المعمداني من كازاخستان، وينضوي تحتها 10,000 عضوًا.
وفقاً للباحث ديفيد رادفورد من جامعة جنوب أستراليا تحول آلاف من القرغيز والكازاخ إلى البروتستانتية، واصطدمت هذه الظاهرة الجديدة مع الاعتقاد السائد بأن جميع السكان الأصليين يجب أن يكونوا مسلمين. بحسب دراسة نُشرت من قبل معهد جامعة بايلور لدراسات الدين عام 2015 وجدت أن أعداد المسلمين في كازاخستان المتحولين للديانة المسيحية يصل إلى حوالي 50,000 نسمة، تحول معظمهم للمذهب الإنجيلي.

### كنيسة المشرق الآشورية

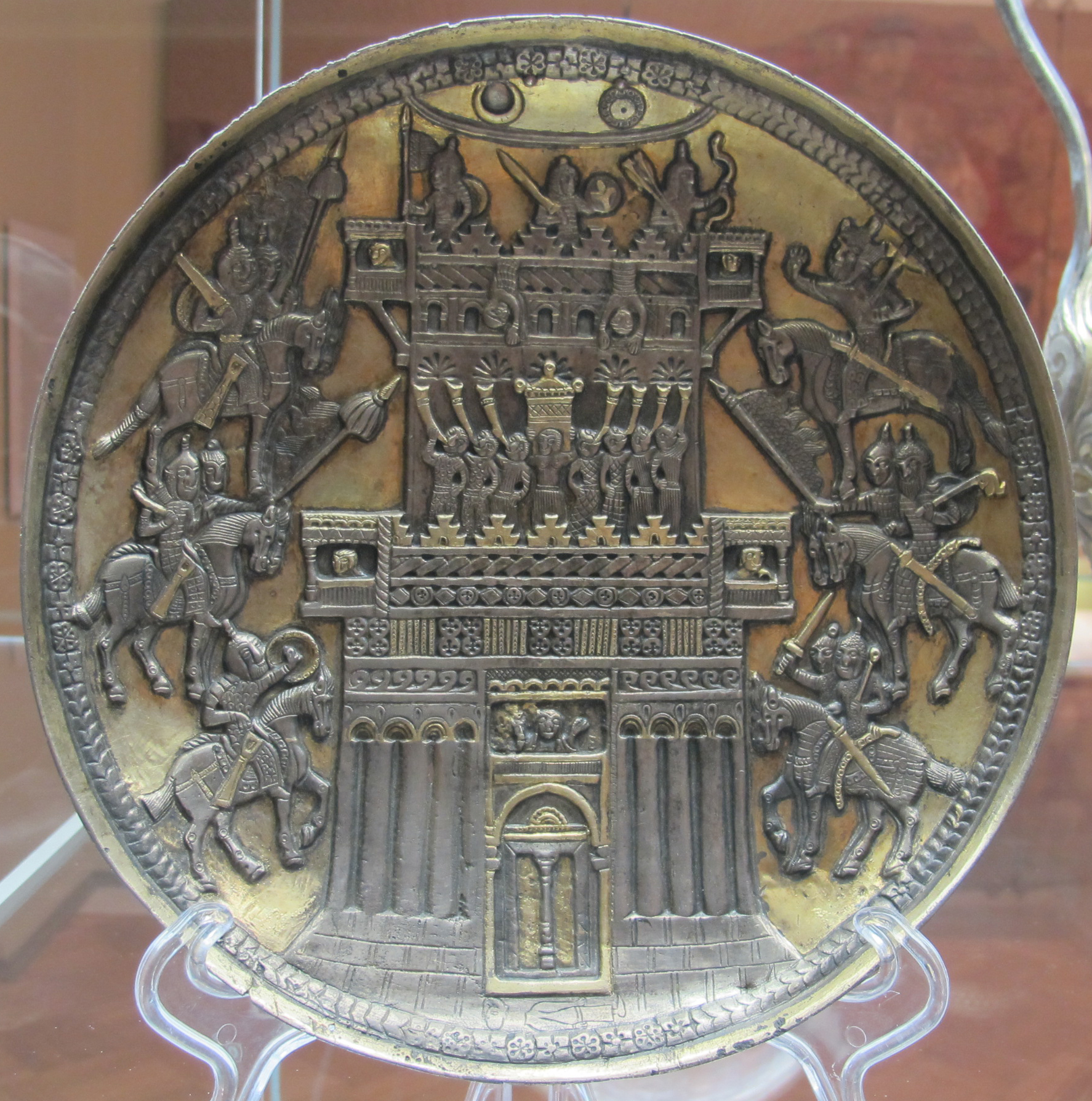
لوحة أنيكوفا، تُظهر معركة أريحا. من المحتمل أنها من صناعة المجتمع المسيحي النسطوري الصغدياني في آسيا الوسطى.

من القرن السادس وحتى القرن الثالث عشر ضمت ما يُعرف اليوم بكازاخستان على مجتمعات مسيحية تركية مزدهرة تبعت كنيسة المشرق. قبل حملات وغزو جنكيز خان في القرن الثالث عشر ضمت المنطقة الكازاخستانية أقلية من النساطرة، ونفذت النسطوريَّة بين قبيلة نايمان، وعشيَّة غزو المنطقة من قبل جنكيز خان كانت قبيلة نايمان من أتباع كنيسة المشرق النسطورية. وبسبب تحالفهم مع جنكيز خان خلال معاركه مع النيمانيين (الذين اعتنقوا المسيحية كذلك) تمكنوا من الوصول لمراكز قيادية مرموقة وتأسيس مملكة في منغوليا الداخلية. ورسخ أحد ملوكهم هذا التحالف بأن تزوج بإحدى حفيدات قوبلاي خان، حيث ظلت قبيلة نايمان على الدين المسيحي بعد الغزو المغولي وخلال حقبة قوبلاي خان. لم تكن هذه التحالفات ضمانة للمسيحيين في آسيا الوسطى، فحين اجتاح المغول الدولة الخوارزمية عام 1220 قاموا بقتل جل مسيحيي المدن الكبرى كسمرقند وبخارى ومرو بدون تمييز. وهو الأمر الذي جعل الأوربيون يترددون في الدخول في حلف معهم. وكانت مجازر تيمورلنك الحدت الذي أنهى كنيسة المشرق كمجموعة دينية مؤثرة في المنطقة.
تضم كازاختسان اليوم على مجتمع صغير من الآشوريين من أتباع كنيسة المشرق الآشورية والذي يُحفاظ على لغته وتراثه الثقافي. ويقدر اليوم تعداد المجتمع الآشوري في البلاد بحوالي 350 شخص. يعود الوجود الآشوري الحديث في البلاد إلى عام 1950، وتعود أصول بعضهم إلى العراق وأرومية وهكاري. يُميل الآشوريون في كازاخستان في اعتبار «التعليم العالي على رأس أولوياتهم»، ومعظم الآشوريين في كازاخستان حاصلون على تعليم عالٍ اليوم وعدد منهم رجال أعمال. تأسس المركز الآشوري في كازاخستان عام 1991 في ألماتي. يشارك المركز في جمعية شعب كازاخستان، حيث يصور قيمهم الثقافية ويشاركون تاريخهم المؤثر مع الآخرين في كازاخستان.

## ديموغرافيا
بحسب معيطات التعداد السكاني عام 2009 كان الروس أكبر جماعة عرقية مسيحيَّة في كازاخستان، يليهم كل من الأوكرانيين والألمان:
| الجماعة العرقية | نسبة المسيحيون | تعداد المسيحيون |
| --------------- | -------------- | --------------- |
| مجمل السكان     | 26.3%          | 4,214,232       |
| روس             | 91.6%          | 3,476,748       |
| أوكرانيون       | 90.7%          | 302,199         |
| ألمان           | 81.6%          | 145,556         |
| بيلاروسيون      | 90.2%          | 59,936          |
| كوريون          | 49.4%          | 49,543          |
| كازاخ           | 0.4%           | 39,172          |
| بولنديون        | 90.1%          | 30,675          |
| تتار            | 10.2%          | 20,913          |
| آذريون          | 2.5%           | 2,139           |
| أوزبك           | 0.4%           | 1,794           |
| أويغور          | 0.5%           | 1,142           |
| شيشانيون        | 3.0%           | 940             |
| طاجيك           | 0.9%           | 331             |
| أتراك           | 0.3%           | 290             |
| قيرغيز          | 0.9%           | 206             |
| كرد             | 0.5%           | 203             |
| دوغان           | 0.4%           | 191             |
| آخرون           | 52.3%          | 82,254          |

## المجتمع

### الوضع القانوني

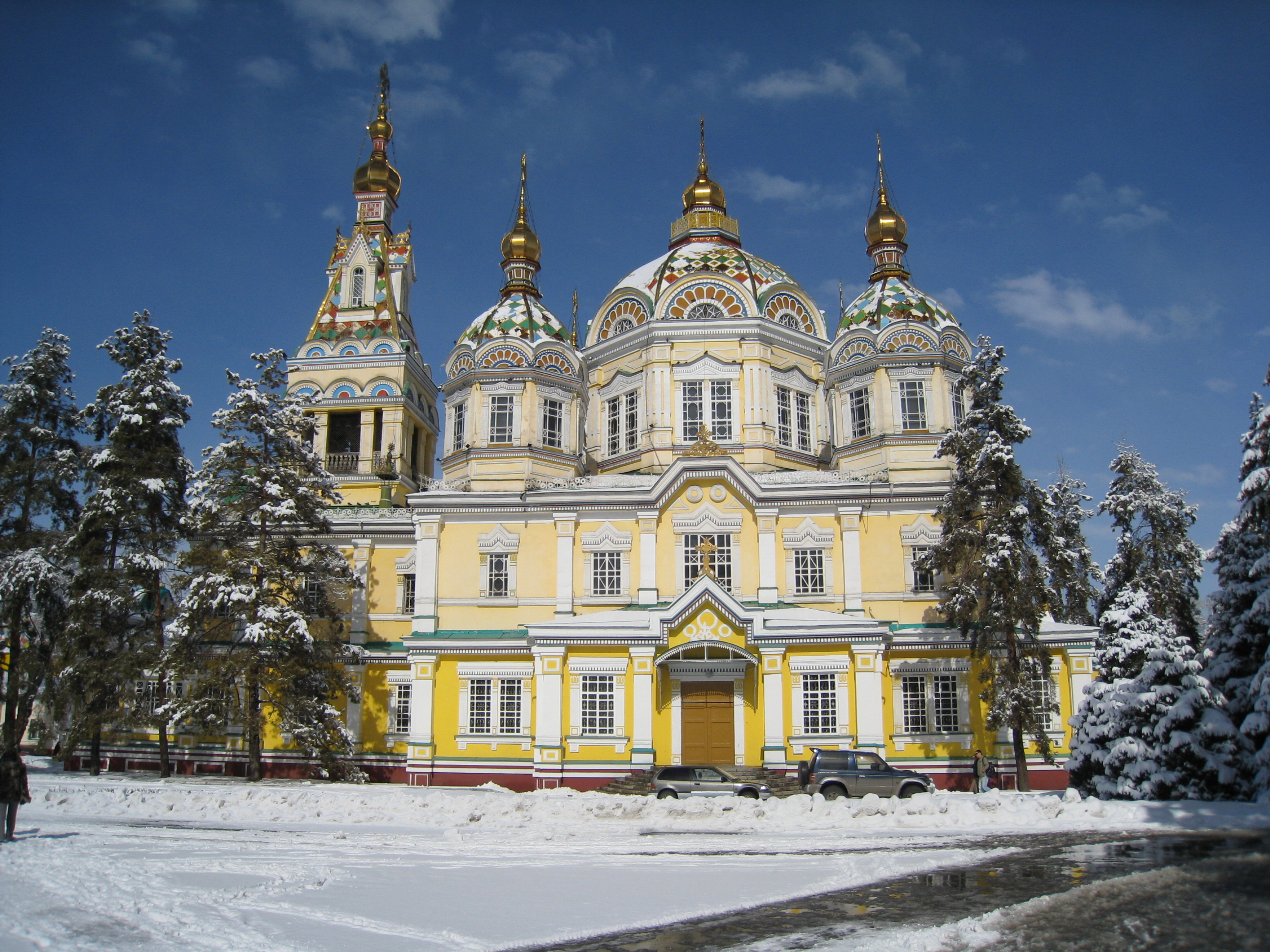
كاتدرائية الصعود في ألماتي.

تعد المسيحية من الأديان الرئيسية في البلاد، ويُعد عيد الميلاد حسب التقويم اليولياني الشرقي عطلة رسمية في كازاخستان. منذ الاستقلال ازداد عدد المساجد والكنائس بشكل كبير. ومع ذلك، فإن السكان في بعض الأحيان حذرون من الأقليات الدينية والجماعات التي تقوم بالتبشير. وردت عدة تقارير عن مواطنين قدموا شكاوى إلى السلطات بعد أن انخرط أفراد عائلاتهم في مثل هذه الجماعات. أفاد قادة الجماعات الدينية الأربع التي تعتبرها الحكومة «تقليدية» - الإسلام، والكنيسة الروسية الأرثوذكسية، والكاثوليكية، واليهودية - بقبول عام وتسامح لم تتمتع به الجماعات الدينية الأخرى دائمًا. معظم المسيحيين في البلاد هم من الجماعات العرقية السلافية والجرمانية. على الرغم من ذلك وفقاً للباحث ديفيد رادفورد من جامعة جنوب أستراليا تحول آلاف من القرغيز والكازاخ إلى البروتستانتية، واصطدمت هذه الظاهرة الجديدة مع الاعتقاد السائد بأن جميع السكان الأصليين يجب أن يكونوا مسلمين.

### المواقف تجاه المسيحية
بحسب مسح لمركز بيو للأبحاث نُشر عام 2013 يقول 6% من المسلمين الكازاخستانيين إن جميع المسلمين في بلدهم، أو الكثير منهم، معادون للمسيحيين، وفقاً لمسح أجراه مركز بيو للأبحاث حول مسلمي العالم. ونحو 6% من تم استطلاع آرائهم من المسلمين في كازاخستان يقولون إن كل أو معظم أو كثير من المسيحيين معادون للمسلمين، وهو ثالث أقل نصيب في 26 دولة سئل فيها السؤال. وبحسب مركز بيو للأبحاث حوالي 15% من المسلمين الكازاخستانيين يقولون إنهم يعرفون بعضًا أو كثيرًا عن المعتقدات المسيحية، ويقول حوالي 35% من المسلمين الكازاخستانيين أنَّ المسيحية تختلف كثيراً عن الإسلام، بالمقارنة مع 52% منهم يقولون أنَّ للمسيحية الكثير من القواسم المشتركة مع الإسلام. وترتفع نسبة من يقولون أنَّ للمسيحية الكثير من القواسم المشتركة مع الإسلام (68%) بين المسلمين الكازاخستانيين الذين يقولون إنهم يعرفون بعضًا أو كثيرًا عن المعتقدات المسيحية، بالمقارنة مع المسلمين الكازاخستانيين الذين يقولون إنهم يعرفون القليل أو من لا يعلمون شيئاً عن المعتقدات المسيحية (50%). ويقول حوالي 32% من المسلمين الكازاخستانيين أنهم سيكونون مرتاحين بحالة زواج ابنتهم من مسيحي، بالمقارنة مع 36% بحالة زواج ابنهم من مسيحيَّة.